# Чернігівка (Бердянський район)
Черні́гівка — селище в Україні, адміністративний центр Чернігівської селищної громади Бердянського району Запорізької області. Найпоширенішим прізвищем в Чернігівці є прізвище Хлепітько. Населення — 5500 осіб (2022).

## Географія, клімат
Селище Чернігівка розташоване на берегах річки Токмак (басейн Молочної) в місці впадання в неї річки Сисикулак, на західному відрозі Приазовської височини за 137 км на південний схід від Запоріжжя (автошляхи Т 0813, Н30 та E105) і за 95,5 км від районного центру. Вище за течією річки Токмак на відстані 3 км розташоване село Могиляни, нижче за течією на відстані 2,5 км розташоване село Стульневе, вище за течією річки Сисикулак на відстані 2 км розташоване село Пірчине. Селищем проходить автошлях територіального значення Т 0813, поруч проходить залізниця, станція Низяни за 1 км.
За кліматичною класифікацією Кеппена клімат Чернігівки вологий континентальний зі спекотним літом (Dfa). 
| Клімат Чернігівки         | Клімат Чернігівки | Клімат Чернігівки | Клімат Чернігівки | Клімат Чернігівки | Клімат Чернігівки | Клімат Чернігівки | Клімат Чернігівки | Клімат Чернігівки | Клімат Чернігівки | Клімат Чернігівки | Клімат Чернігівки | Клімат Чернігівки | Клімат Чернігівки |
| Показник                  | Січ.              | Лют.              | Бер.              | Квіт.             | Трав.             | Черв.             | Лип.              | Серп.             | Вер.              | Жовт.             | Лист.             | Груд.             | Рік               |
| Середній максимум, °C     | −0,6              | −0,1              | 4,4               | 13,7              | 20,9              | 25,3              | 27,5              | 26,7              | 21,3              | 14,0              | 6,7               | 2,1               | 13,5              |
| Середня температура, °C   | −3,6              | −3,1              | 1,0               | 9,3               | 16,1              | 20,4              | 22,5              | 21,7              | 16,4              | 9,9               | 3,7               | −0,4              | 9,5               |
| Середній мінімум, °C      | −6,6              | −6,1              | −2,3              | 5,0               | 11,3              | 15,5              | 17,6              | 16,8              | 11,6              | 5,8               | 0,8               | −2,9              | 5,7               |
| Норма опадів, мм          | 47                | 37                | 35                | 37                | 46                | 60                | 56                | 39                | 40                | 25                | 42                | 57                | 521               |
| ------------------------- | ----------------- | ----------------- | ----------------- | ----------------- | ----------------- | ----------------- | ----------------- | ----------------- | ----------------- | ----------------- | ----------------- | ----------------- | ----------------- |
| Джерело: climate-data.org |                   |                   |                   |                   |                   |                   |                   |                   |                   |                   |                   |                   |                   |

## Історія

### Від заснування до перетворення на волосний центр у 1838 році
Заснували Чернігівку у 1783 році переселенці з Чернігівського воєводства — жителі сіл Великі і Малі Бубни, Меджери, Рогинець та інші (нині — Роменського району Сумської області), Колісники (нині — Ніжинський район Чернігівської області). Звідки й відповідна назва.
Першими осадчими (поселенцями) були Іван Панасенко, Антон Полулях, Максим Крутько та Василь Савченко.
На початку XIX століття, у 1802 році, сюди переселилися селяни з Катеринославської, а в 1804 — році з Могильовської губерній, останні ще й заснували с. Могилянськ (Могиляни).
У 1806 році в селі проживало 2078 мешканців. Попри те, що навколо було багато незайманої землі, селянські двори тулилися один до одного — напади кочівників-ногайців примушували триматися гурту.
У міру переселення ногайців до Османської імперії та намагання уряду зосередити їх з 1821 року близько моря (м. Ногайськ), чернігівці стали розселятися хуторами, число яких швидко зростало. В сорокових роках хуторяни відокремились від села і утворили самостійні поземельні общини — Стульневе, Бегим-Чокрак, Верхній Токмак і хутір Зубів, який відокремився в свою чергу від села Верхній Токмак, але продовжував до 1880 року складати з ним одне сільське товариство.

### Від 1838 до столипінської реформи 1907—1908рр.
1838 року село стає волосним центром і в ньому в 656 дворах проживає понад 4 тис. мешканців. Як уже згадувалося, до початку п'ятдесятих років XIX століття в користуванні надільною землею практикувалося захоплення.
1852 року, внаслідок швидкого зростання населення Чернігівки, землекористування селян обмежили 15 десятинами наділу на ревізьку душу. Решта приписаної до Чернігівки землі відрізалась, як «зайва», щоправда, її дозволялося використовувати під сінокіс та пасовища, але розорювати заборонялось.
Чернігівці користувались землею на общинних засадах. Землемір, що проводив нарізку землі за дорученням палати Державного Майна, навчав селян, як ділити землю і навіть схиляв їх до необхідності переділу. При відмежуванні від общин «зайвої» землі жителі нижньої частини села відокремилися від верхньої і створили нову поземельну общину — Низянську під № 2. У 1854 році в селі відбувся перший переділ землі з розрахунку 8 десятин на ревізьку душу. Решта землі відійшла під толоку. Потім в період до 1873 року було ще два переділи землі, також за ревізькими душами.
До 1862 року село користувалося великими господарськими перевагами. Селяни, маючи велику кількість зайвої землі», таємно її розорювали. Так, селяни Низян вночі переставили межові знаки, і таким чином користувались 600 десятинами землі, яка належала верхній частині села. Дізнавшись про це, жителі верхньої частини села особливо не засмутилися, оскільки біля їхніх угідь знаходилась теж достатня кількість «излишней земли», якою вони й користувались.
1862 року на «излишнюю землю» прийшли нові поселенці (з сіл Новоказанкувате та Новополтавка), і одразу стало тісно. Толока була значно зменшена і на ній доводилось тримати всю худобу, яка раніше паслась на «излишней земле». Пішли суперечки за кожен клаптик землі, судилися, до бійок доходила справа. В результаті, в 1873 році приїхав чиновник з землеміром для вивчення їх справи і перевірки межі. Після перевірки межі верхня частина села в свою чергу розпалась на дві поземельні общини: № 1 Токмачанську та № 3 Сисикулацьку. Причиною розпаду були чисто господарські міркування: близькість до своїх полів і вигонів, зручність переїзду через річку та інше. Община № 1 пішла ще далі: вона розбила свої угіддя на дві частини, і кожна половина — община отримала свій наділ в своїй половині незалежно від іншої. Толока була посередині.
З 1873 року, в селі Чернігівка існує три поземельні общини, кожна з яких мала старосту і писаря, практично кожна з них була окремим селом. Цей поділ зберігся і після революцій, і навіть після того, як в 1957 році Токмачанська, Низянська та Сисикулацька сільські ради були об'єднані в Чернігівську селищну раду. Тільки тоді вже ці частини Чернігівки називали, здебільшого, за назвою колгоспів «Більшовик», «Калініна», «Зоря комунізму».
Розвиток капіталізму в Росії, бурхливе зростання промислових міст у післяреформенний час збільшили попит на сільськогосподарську продукцію, насамперед, на хліб. У Чернігівці тваринництво теж втратило провідне значення, а виробництво товарної пшениці стало панівним. Інтенсивне зростання населення Чернігівки спричинило значне зменшення наділів, якими з 1873 року наділялися наявні чоловічі душі. Якщо 1865 року в Чернігівці було 732 двори, в них проживало 2636 ревізьких душ, то через 15-20 років кількість дворів зросла до 1148, а наявного чоловічого населення — до 4205. В наступні роки земельний наділ на наявну душу зменшився до 4 десятин. І це при тому, що за переписом 1886 року в Чернігівці проживало 8187 чоловік, з яких 479 (86 дворів) стороннього, тобто не приписаного до земельних общин населення, яке права на надільну землю не мало.
Неоднакова кількість чоловіків в сім'ях зумовлювала й різну кількість землі, що їм належала. Поширюється класове розшарування, багатії орендують і скуповують землю. Різнились селянські господарства і кількістю інвентарю та тяглової сили.

### Столипінська реформа, громадянська війна, нова економічна політика
Посилився цей процес під час проведення столипінської реформи у 1907—1908 роках. Чернігівські багатії скупили 1400 десятин бідняцької землі. Розорені селяни поповнюють лави робітників, в Чернігівці розвивається промисловість (в основному переробна) та кустарні промисли, розвивається торгівля. Перед початком імперіалістичної війни 1914 року Чернігівка стала одним з найбільших сіл у Бердянському повіті Таврійської губернії. В ньому налічувалось понад 1,5 тис. дворів з населенням 16.348 осіб. Тут було 6 вулиць 12 м і 34 близько 8 метрів завширшки, небрукованих і майже неозеленених. Забудовувалась Чернігівка хатами-мазанками, критими соломою або очеретом. Центр Чернігівки мав привабливий вигляд. Там було півсотні кам'яних будинків, критих черепицею, біля красуні-церкви, збудованої прихожанами у 1824 році і освяченої на честь Різдва Божої Матері, знаходилася Ярмаркова площа, яка вночі освітлювалася гасовими лампами, тут же проводились базари та ярмарки і знаходились лавки купців Шалаєва М. Ф., Абрамовича, Гавриленка, Гордова І. К., Дрозда З. І., Лубінера А. Б., Катковського М. І. та інших.
Працювала лікарня на 15 ліжок, сім земських початкових народних училищ, церковно-парафіяльна школа і три школи грамоти, єврейська школа. Крім того, й на Низянах була церква, а в центрі — єврейська синагога.
7 (20) листопада 1917 року, відповідно до Третього Універсалу Української Центральної Ради, увійшло до складу Української Народної Республіки.
Жовтневий переворот у Петербурзі змінив і життя в Чернігівці. У січні 1918 року утворюються Токмачанський, Низянський, Сисикулацький сільревкоми. Нова влада вилучила земельні надлишки в багатіїв, і 203 родини, що зовсім не мали землі, отримали її.
Під час громадянської війни село окуповували німецькі окупанти, білогвардійці денікінського корпусу під керівництвом генерала Тілло, врангелівці — всі вони, змінюючи одне одного, грабували селян, забирали рекрутів до своїх військ.
Наприкінці 1920 року Чернігівка остаточно була зайнята червоними військами. Тоді ж вона стає центром компактного району та Надзвичайної районної наради по боротьбі з бандитизмом.
У серпні 1921 року було обрано сільські ради. 3 вересня відбувся волосний з'їзд Рад, який обрав виконком на чолі з М. Повчуном. Куркулів і торговців до виборів не допустили.
Під час імперіалістичної та громадянської воєн господарства розорилися, 60 % з них були бідняцькими, наполовину менше стало коней, а великої рогатої худоби — на 70 %. Майже вдвоє зменшилася площа посівів.
Влітку 1921 року було проведено земельну реформу: 11660 жителів Чернігівки отримали по 3 десятини на їдця. Вперше за всю історію села землю одержали не тільки чоловіки, а й жінки і діти. Навесні 1921 року були створені сільськогосподарські споживче та кредитне товариства, від яких селяни отримували насіннєві та грошові позички.
Політика продрозкладки та вищезгадані фактори, посилені посухою та неврожаєм, призвели до першого радянського голодомору. В Чернігівці голодувало 60 % населення, померло від голодної смерті близько 1000 жителів.
Уведення нової економічної політики сприяло пожвавленню в Чернігівці торгівлі, розвитку ремісництва, споживчої кооперації. Відновили роботу парові млини, олійниці, круподерні, приватні та кооперативні крамниці. Почали працювати майстерні по виготовленню сільськогосподарських знарядь, гончарний завод, а також конезавод. Разом з тим, більшовицька політика на колективізацію села призвела до того, що в селищі починають утворюватися перші сільгоспартілі, такі, як «Бджілка», де в 1921 році було об'єднано 8 сімей, артіль III Комінтерн, де працювало 11 сімей низянців, у 1924 році було організовано сільськогосподарську комуну ім. Леніна, яка пізніше, вже під назвою «Авангард», прийняла Статут сільгоспартілі.

### Колективізація, Голодомор 1932—1933 років
Впродовж 1927—1929 років в селі виникає 14 ТСОЗ, а держава всіляко допомагає колективістам зміцнювати господарство. Так, ТСОЗ «Вільна праця» за кредит держави придбав трактор, молотарку, 3 жниварки, таку ж техніку придбали ТСОЗи ім. 10-річчя Жовтня, «Заповіт Ілліча» та інші.
Вже наступного 1930 року почалася масова колективізація. 10 жовтня 1930 року районний з'їзд КНС відмітив успіхи в колективізації і накреслив заходи до остаточного наступу на куркуля.
Колективізація викликала супротив багатьох господарів і середняків, які проводили антиколгоспну роботу, саботували хлібозаготівлю. Більшість так званих куркулів розкуркулили, забрали їхні будинки та майно, а самі вони виїхали на Донбас. Інших репресовано і вигнано в табори на Північ. Це такі, як брати Доценки Гурій та Петро, Бережний І. Т., Бережна (Харченко) О. Г., Небаба Д. Я., Бойко Д. В. та багато інших, майже всі вони загинули там. А селянина І. Зиму з Сисикулаку було засуджено до страти. Репресії дали свої наслідки, у 1931 році колективізацію було завершено. Було утворено 9 колгоспів: «Заповіт Ілліча», ім. Тельмана, ім. Будьонного, ім. Калініна, ім. Шевченка, «Зоря комунізму», ім. Чкалова, «Гігант» та «Більшовицьким шляхом».
Значну роль у ствердженні колгоспного ладу на селі відіграла Чернігівська МТС, створена у 1930 році, велике значення МТС мала і в підготовці кадрів для села.
Наслідком нищівної політики більшовиків щодо села став найстрашніший радянський Голодомор 1932—1933 років. Голодувало все населення, дослідити повну кількість загиблих важко, відомо, що тільки по вул. Радянська та Набережна від лікарні до повороту на «Більшовик» померло з голоду 93 жителі, яких поховано на цвинтарі біля Чернігівської СШ № 1. Всього внаслідок організованого радянською владою Голодомору 1932—1933 років померло щонайменше 129 жителів селища.
Померли з голоду сім'я Опришко з 7 чоловік та сім'я Горобей. 5 чоловік з Сисикулаку, Стеценко І., Лехман В., Лехман Лука з Токмачан, Хлепітько І., Небаба С. з Низян та сотні інших. За неповними даними з голоду померло понад 870 жителів села. Втрати від голоду були такі значні, що для того, щоб було кому працювати в колгоспах, в усі три частини Чернігівки було переселено по 30 сімей росіян.
Не минули село й репресії 1930-х років, в які загинули також багато земляків, серед них Прокопенко О. І., Корнієнко М. І., Кузьменко Ю. С. та інші.

### 1930-ті—1940-ві роки
Разом з тим, завдяки самовідданій праці жителів села, покращилась матеріальна база колгоспів та МТС, розвивалися промислові підприємства. На початку 1941 року тут працювали маслозавод, олійниця, паровий млин, пекарня, цех безалкогольних напоїв.
У Чернігівці працює лікарня на 55 ліжок, амбулаторія, три медичні пункти, пологовий будинок, аптека. Жителів району обслуговували 8 лікарів і 44 працівники середнього медичного персоналу.
До 1935 року в Чернігівці було в основному ліквідовано неписьменність населення. В 1935 році на базі семирічки відкрилася середня школа, працювали чотири початкові школи. У 1938 році відчинили двері дві нові семирічні школи — Токмачанська та Низянська. Дітей навчали 45 учителів.
У селі діяли один сільський і три колгоспні клуби, районна бібліотека. 1932 року Чернігівку радіофікували.
З початком німецько-радянської війни 850 чернігівців вступили до лав Червоної армії. Жінки і підлітки замінили чоловіків, які пішли на фронт. З наближенням фронту сім'ї комуністів, офіцерів та радянських активістів було евакуйовано на схід, так як і майно, худобу та техніку.
7 жовтня 1941 року фашисти зайняли село. 500 юнаків і дівчат примусово вивезли на каторгу до Німеччини. Під час окупації в Чернігівці виникла патріотична група, члени якої збирали зброю, готуючись до збройного виступу. У травні 1943 року групу викрило гестапо, а її членів стратили.
Чернігівку було звільнено від гітлерівців у ніч з 17 на 18 вересня 1943 року; при цього загинули 324 радянські воїни, вони поховані у трьох братських могилах у різних частинах села, на яких встановлено пам'ятники.
На фронтах німецько-радянської війни воювало 2380 чернігівців, 1643 з них загинуло. Бойові нагороди отримали 850 воїнів-земляків. Героєм Радянського Союзу (посмертно) став А. М. Темник, полковник, багатьма нагородами відзначені чернігівські генерали М. М. Богдан та С. Н. Гречко, Співак І. Н.
У 1943 році, після визволення, на Низянах було розташоване летовище, де спочатку розміщувався 611 винищувальний полк під командуванням полковника І. Ф. Ісаєнка. З кінця 1943 та до початку травня 1944 року тут стояв 16-й полк 9-ї гвардійської Маріупольської авіаційної дивізії, яким командував О. І. Покришкін. Після визволення в Чернігівці було розміщено ряд шпиталів. Новим лихом для чернігівчан став третій радянський голодомор 1946—1947 років, багато жителів села голодувало, багато померло.

### 1950—1991-ті роки

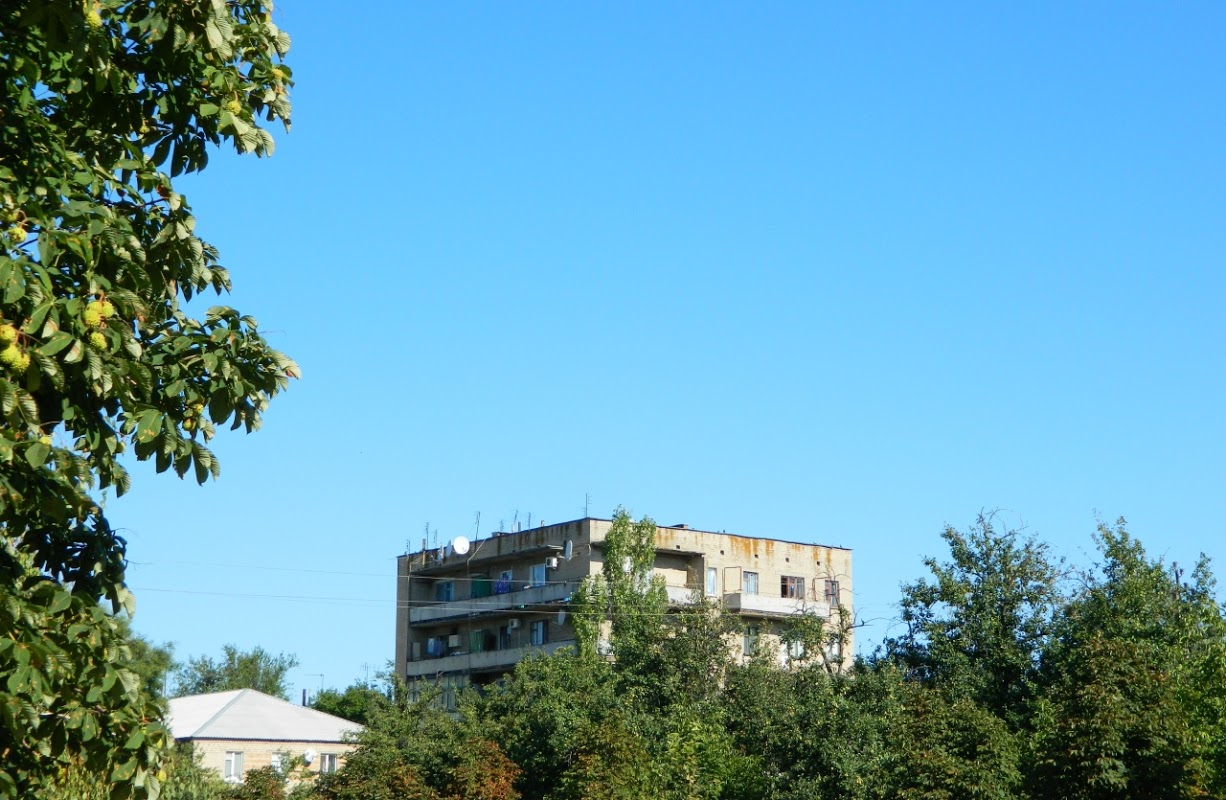
Типова п'ятиповерхівка в селищі Чернігівка (серпень 2012)

Восени 1950 року відбулося укрупнення колгоспів, на базі 8 виникло 4 великі артілі: «Зоря комунізму», імені Калініна, імені Будьонного та іміні Шевченка, а 1959 року колгоспи імені Будьонного та імені Шевченка об'єднані в артіль «Більшовик».
Колгоспи розвивалися, зміцнювалась їх матеріально-технічна база. Добра слава линула про майстрів сільськогосподарського виробництва, кавалерів ордена Леніна: свинарку колгоспу «Більшовик» Швець В. Ф., комбайнера цього ж колгоспу Берка М. С., якого нагороджено ще й орденом Трудового Червоного Прапора, Лобко Т. М. — доярку колгоспу «Більшовик», кавалерів ордена Трудового Червоного Прапора: старшого механіка Чернігівської МТС Чуба О. Є., трактористів П. І. Божка і М. П. Похилька, свинарок Бабку М. Х. та Залужну Г. І., колгоспниць Гончар М. І. і Рибас Г. П. та інших.
Успішно розвиваються промислові підприємства Чернігівки, у 1956 році утворений Чернігівський міжколгоспбуд, а 1959 року створені міжколгоспшляхбуд, пізніше ПМК та комбікормовий завод, інкубаторну станцію та інші підприємства.
З успіхом працювали і працюють завод продовольчих товарів та цех Молочанського молочноконсервного комбінату. За післявоєнний період понад 100 передових робітників і службовців місцевих підприємств нагороджено орденами та медалями. Серед них орденами — Линник Н. О. (інкубаційна станція), Юрченко В. А. та Хлепітько М. О. (колгосп «Зоря комунізму»), Березовський С. Ф. та Середа Т. М. (колгосп ім. Калініна), Старун М. І., Юрченко Л. І. та Федоришин Н. В. (колгосп «Більшовик»), Болгаров В. В. (Райагробуд), Нестерук Л. А. (Чернігівська СШ № 1), Похилько А. І. (Чернігівська райсільгосптехніка) та інші.
Значно змінився зовнішній вигляд Чернігівки, яка з 1957 року стає селищем міського типу. Побудовано близько 800 будинків, в центрі збудовано 3 мікрорайони з багатоповерхівок, збудовано 2 середні та 2 восьмирічні школи, 3 дитсадка, лікарняний комплекс, будинок зв'язку та інші будівлі. Село озеленили, впорядкували вулиці, які майже всі мають тверде покриття.
Період негараздів наприкінці XX століття наклав відбиток і на Чернігівку, в занепаді більшість промислових підприємств, така ж ситуація й у сільському господарстві. Останні роки комунальні будинки не опалюються, є проблеми з опаленням шкіл. У селищі функціонує дві середні та одна неповна середня школи, школа-інтернат, музична та спортивна школи, Три дитячі садки, районна лікарня, три аптеки, ряд магазинів, кіосків та пунктів обслуговування населення.
Чернігівці пишаються своїми земляками — заслуженим діячем мистецтв УРСР Я. А. Мелешком, Заслуженим діячем мистецтв України, Заслуженим працівником культури УРСР Капустяном С., Заслуженим працівником промисловості УРСР Воликом Є. І., доктором економічних наук, професором М. С. Черненком, кандидатом економічних наук Оверченком М. Д., генерал-майором Василенком В. В. та іншими.

## У Незалежній Україні

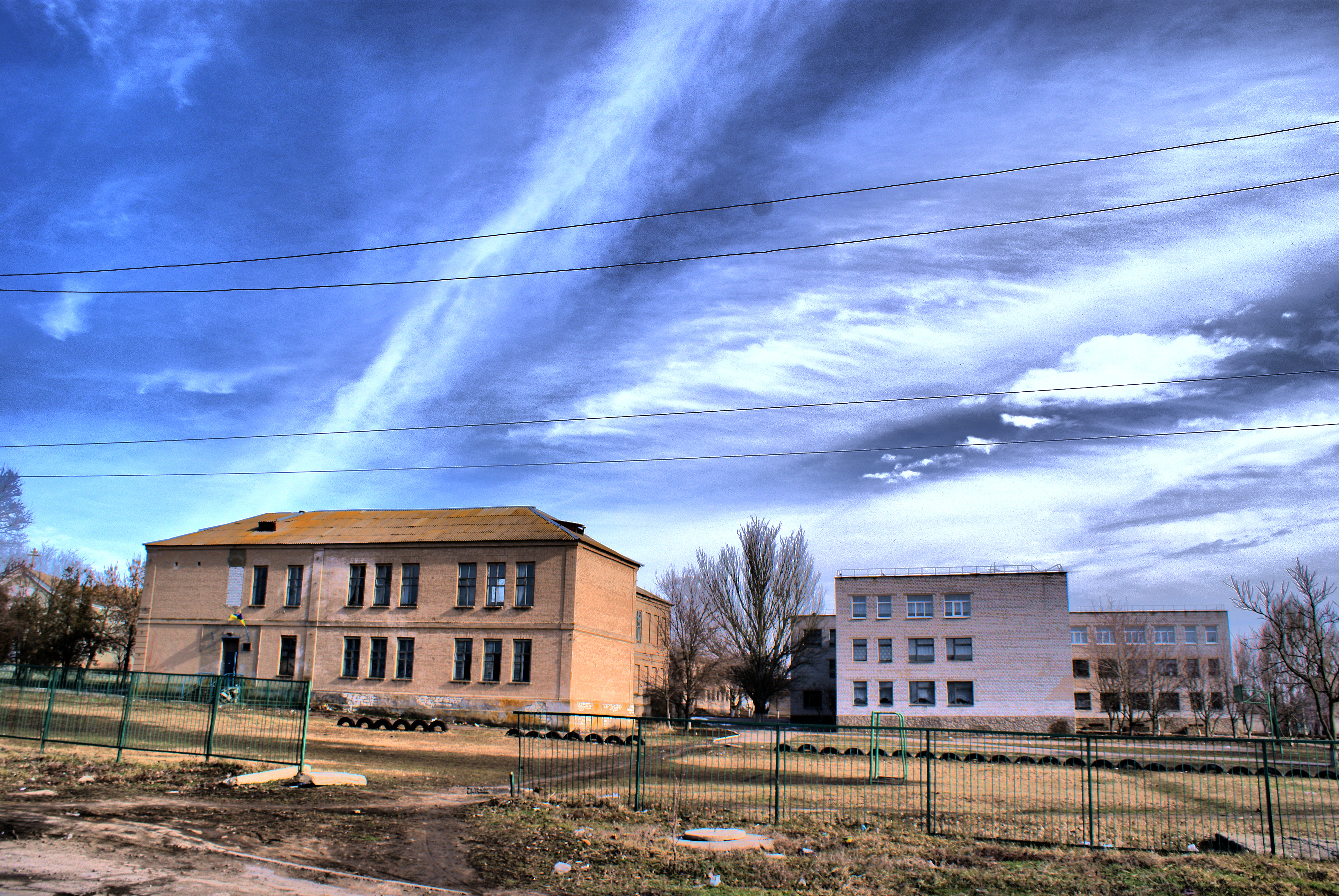
Чернігівка взимку (2009)

19 лютого 2016 року, відповідно до пункту 6 статті 7 Закону України «Про засудження комуністичного та націонал-соціалістичного (нацистського) тоталітарних режимів в Україні та заборону пропаганди їхньої символіки», перейменовано 16 назв вулиць і провулків Чернігівки.
| Сучасна назва       | Попередня назва         | Примітки |
| ------------------- | ----------------------- | --- |
| провулок Вишневий   | вулиця Артема           | |
| вулиця Слобідська   | провулок Дзержинського  | |
| вулиця Жовтнева     | вулиця Жовтнева         | За результатами громадського обговорення назву залишено без змін, вважаючи, що вулиця одержала назву, що походить від назви місяця жовтня |
| вулиця Весняна      | вулиця Комсомольська    | |
| вулиця Кошового     | вулиця Кошового         | За результатами громадського обговорення назву залишено без змін, вважаючи, що вулицю названо на честь кошового отамана                   |
| вулиця Соборна      | вулиця Леніна           | |
| вулиця Медова       | вулиця Партизанська     | |
| вулиця Аптечна      | вулиця Пархоменка       | |
| вулиця Світла       | вулиця Піонерська       | |
| провулок Джерельний | провулок Колгоспний     | |
| вулиця Виноградна   | вулиця Пролетарська     | |
| вулиця Українська   | вулиця Радянська        | |
| вулиця Азовська     | вулиця Свердлова        | |
| вулиця Чарівна      | вулиця Чапаєва          | |
| вулиця Покровська   | вулиця Червоноармійська | |
| вулиця Слов'янська  | вулиця Щорса            | |

19 травня 2016 року, на підставі розпорядження № 275 голови Запорізької обласної державної адміністрації, перейменовані об'єкти топоніміки селища Чернігівки:
| Сучасна назва             | Попередня назва |
| ------------------------- | --------------- |
| вулиця 18 Вересня         | вулиця Ватутіна |
| вулиця Захисників України | вулиця Жовтнева |

31 жовтня 2016 року, в ході децентралізації, утворена Чернігівська селищна громада, якій підпорядковані населені пункти: Верхній Токмак Перший, Верхній Токмак Другий, Котлярівка, Могиляни, Пірчине, Чернігово-Токмачанськ.
12 червня 2020 року, відповідно до розпорядження Кабінету Міністрів України № 713-р «Про визначення адміністративних центрів та затвердження територій територіальних громад Запорізької області», затверджено склад Чернігівської селищної громади.
17 липня 2020 року, в результаті адміністративно-територіальної реформи та ліквідації Чернігівського району, селище увійшло до складу новоутвореного Бердянського району.
З 24 жовтня 2023 року селище позбулося статусу та набуло статусу — селища.

### Російсько-українська війна
Невдовзі після початку повномасштабної російської збройної агресії взимку 2022 року село було окуповане російськими загарбниками. Але наприкінці липня, після ударів Збройних Сил в ніч на 29 липня по місцях дислокації окупантів поблизу селищ Верхній Токмак та Чернігівка, російська армія вирішила відвести особовий склад та техніку на іншу позицію. Близько 40 поранених окупанти перевезли в госпіталь, що в місті Пологи. Водночас з селища Чернігівка було майже в повному складі виведено підрозділи армії РФ — наразі окупанти залишили там лише декілька блок-постів та не більш як 100 військових. Всі інші разом з технікою втекли до міст Токмак та Бердянськ.
У ГУР МОУ зазначають, що виведення військ з цих населених пунктів окупанти хочуть «замаскувати» під планову ротацію, однак насправді вони повністю покидають населений пункт і вже мінують під'їзні дороги.

## Населення
| 1806 | 1865 | 1886 | 1914   | 1921   | 1959 | 1989 | 2001 | 2015 | 2019 |
| ---- | ---- | ---- | ------ | ------ | ---- | ---- | ---- | ---- | ---- |
| 2078 | 2636 | 8187 | 16 348 | 11 660 | 7489 | 8645 | 7593 | 6051 | 5813 |

### Мова
Розподіл населення за рідною мовою за даними перепису 2001 року:
| Мова            | Кількість | Відсоток |
| --------------- | --------- | -------- |
| українська      | 6978      | 94.11%   |
| російська       | 405       | 5.46%    |
| угорська        | 8         | 0.11%    |
| білоруська      | 7         | 0.09%    |
| румунська       | 5         | 0.07%    |
| інші/не вказали | 12        | 0.16%    |
| Усього          | 7415      | 100%     |

## Економіка
- «Зоря», сільськогосподарське ПП.
- «Примавтодор», КГП.
- Фермерські господарства.

## Об'єкти соціальної сфери
- 2 школи I—III ст.
- Школа I—II ст.
- Школа-інтернат.
- Музична школа.
- Спортивна школа.
- 2 дитячих садочки.

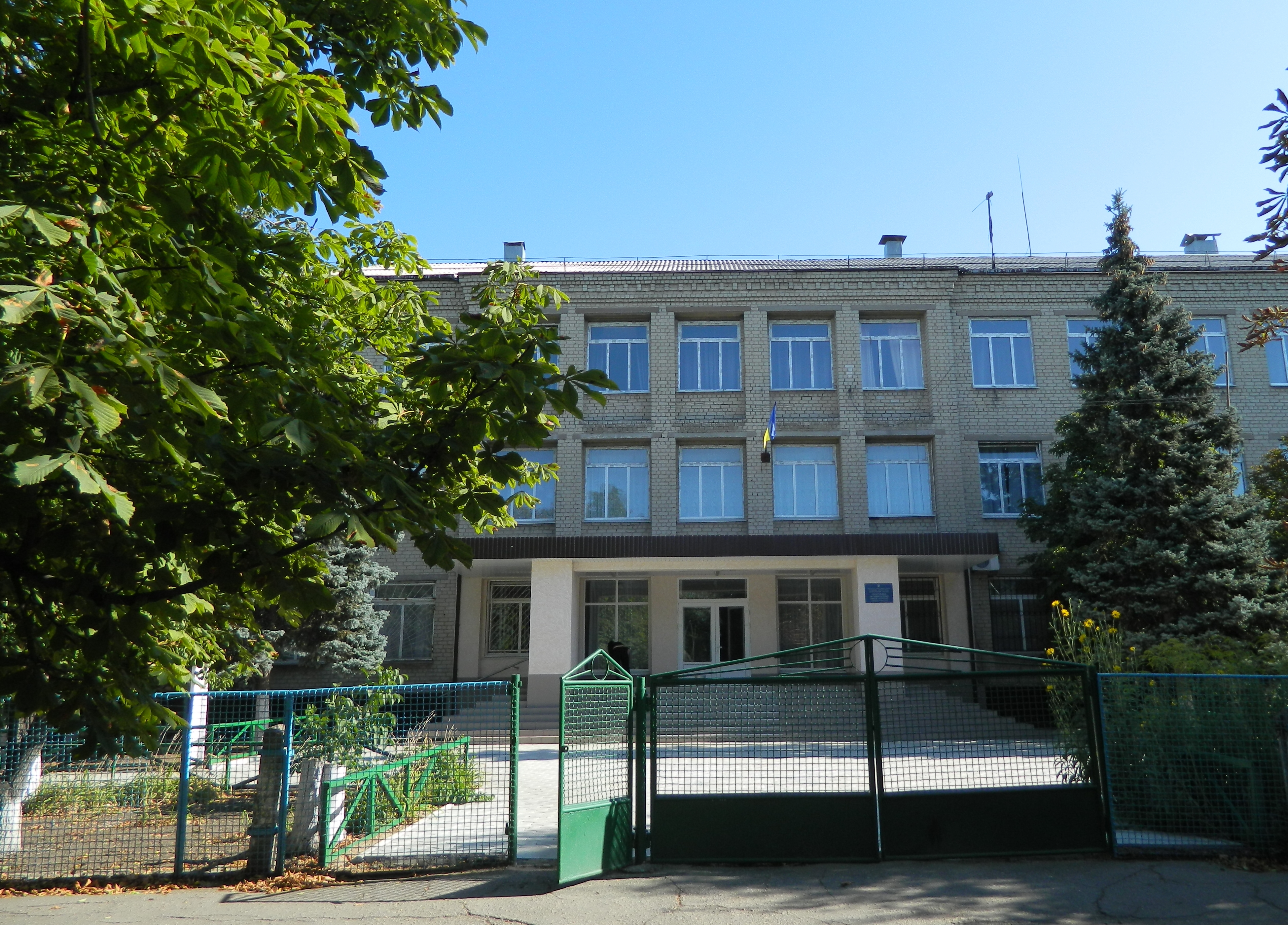
Школа-інтернат у серпні 2012

- Комунальне некомерційне підприємство «Чернігівська районна лікарня» Чернігівської селищної ради Бердянського району Запорізької області.

## Культура
Див. також Кузьменко Олександр Сергійович, письменник родом із Чернігівки

### Альманах «Полинова колиска», 1-2-ті випуски
Населення району обслуговують 20 бібліотек Чернігівської ЦБС (2 районні, 2 селищні, 16 сільських філіалів). Бібліотеки виконують обов'язки по збереженню культурного потенціалу регіону. Поряд з традиційними формами роботи, бібліотечні працівники з 1995 року здійснюють видавничу діяльність. Надихнули на видання альманаху «Полинова колиска» читацькі запити юнацтва про розвиток літературної творчості на Чернігівщині. Перший випуск альманаху вийшов в 1997 році, тираж був 20 примірників, включав вірші 9 авторів, з них двоє — учні шкіл. Для цього видання відібрали свої найкращі вірші чернігівські поети Назаренко Марія, Буренкова Вікторія, Володимир Коваленко. У березні 1998 році до Шевченківських днів було видано другий випуск альманаху «Полинова колиска». Обидва видання користуються значним попитом серед шкільної молоді району, вчителів, інших читачів і, звичайно, авторів.

### Альманах «Полинова колиска», 3-5-ті випуски
До Шевченківських днів у 1999 році вийшов третій випуск альманаху «Полинова Колиска». У передмові цього видання — звернення до читачів та поетів: «У поетичному об'єктиві авторів — обрії рідного краю, натхненність i мудрість трудової людини, співуча українська мова, тривожні роздуми над майбутнім України i ii народу. Швидко пролетить рік i знову прийде березень, а з ним — зустріч з вами, шановні читачі i наші автори». Саме з цього випуску вірш «Пізня осінь» Марії Назаренко, доярки КСП із села Обіточне, був опублікований у «Запорізькій правді». Поетичні твори Володимира Коваленка увійшли вже до антології «Січовий Парнас» видавництва Запорізького національного університету (упорядник та автор біографічних довідок — Віктор Чабаненко). У 2001 році вийшов четвертий випуск альманаху, а у 2003 році п'ятий. У цих випусках представлена, в основному, творчість учнів шкіл району. Їхні поезії, хоч i не зовсім досконалі, продовжують найкращі традиції поетичного слова Чернігівщини, оспівують кохання, щирість, доброту та віру в майбутнє.

### Альманах «Над Чернігівкою небо голубе»
До 215-ї річниці заснування Чернігівки, 75-річчя утворення Чернігівського району та 55-річчя визволення його від фашистських загарбників разом з відділом культури був підготовлений до видання літературно-художній альманах «Над Чернігівкою небо голубе». До альманаху увійшли історична довідка «Край наш Чернігівський»; розділ «Мій рідний край» — вірші про Чернігівську землю; «День поезії» — поетичні твори місцевих поетів, їхні фото, біографічні довідки; «Наша криниченька» — творчість дітей. Основу видання склали два випуски альманаху «Полинова колиска». Тираж нової збірки становив 1000 примірників. Альманах був виданий за підтримки голови Чернігівської селищної Ради M.I. Пилипенка. У збірку увійшли твори 21 автора. Це видання отримали всі сільські та шкільні бібліотеки. Частково тираж був проданий, виручені кошти надійшли на спецрахунок центральної районної бібліотеки.

### Літературно-музичні вечори
Випуски альманаху набули широкого резонансу серед різних категорій читачів. Видання «Полинова колиска» та «Над Чернігівкою небо голубе» супроводжувалися презентаціями, прем'єрами книг у бібліотеках, школах району, висвітлювалися на шпальтах місцевої газети, у радіопередачах. На літературно-музичних вечорах літературного об'єднання «Ліра» часто використовуються поезії з альманаху. Місцеві композитори написали музику на вірші Вікторії Буренкової «Червона троянда», Володимира Коваленка «Не сумуй, кохана, в самоті!», «Стелиться вечір над рідним селом», «Чернігівські каштани», «На крилах могутніх, над степом безкраїм» (гімн Чернігівки та району), Галини Решетняк «Материнські слова», «Живи, Чернігівко», О. Березніченко «Степова легенда».

## Гімн
Сл. В. Коваленка.
Муз. Ф. Сідя
|  | На крилах могутніх над степом безкраїм Злітає у небо, як зійде зоря, Про долю щасливу у рідному краї Подячлива пісня із вуст трударя. ПРИСПІВ: Слався, Чернігівко, сонцем обмитими, Хлібними нивами, квітом садів! Слався руками людей працьовитими, Дружбою вільних народів-братів! І хліб, і до хліба, і води прозорі, Поля урожайні — усе у нас є. І жайвір в небеснім блакитнім просторі Медове повітря пожадливо п'є. ПРИСПІВ: Слався, Чернігівко, потом политими, Щедрими нивами, квітом садів! Слався своїми людьми знаменитими, Дружбою вільних народів-братів! Буяють садиби барвистими квітами, Милується все у добрі і красі, Розложисті верби схилилися вітами, Купаючи їх у сріблястій росі. ПРИСПІВ: Слався, Чернігівко, сонцем обмитими, Щедрими нивами, квітом садів! Слався руками людей працьовитими, Дружбою вільних народів-братів! |

## Околиці Чернігівки

### ПЗФ
На східній околиці Чернігівки створено ботанічний заказник «Цілинна ділянка» площею 1 га (Рішення Запорізького облвиконкому від 28.05.1980 р. № 253).

### Галерея

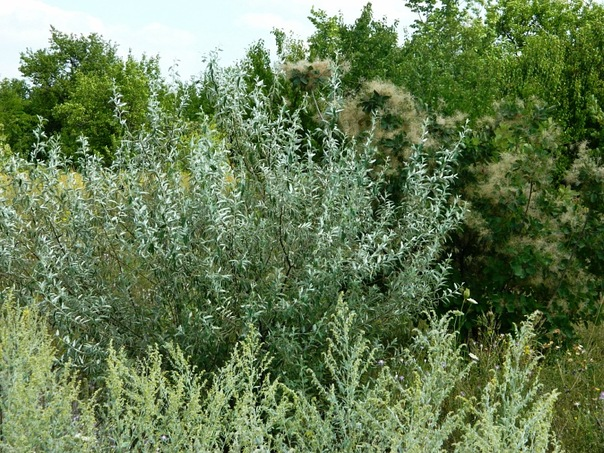
Полин гіркий, маслинка вузьколиста, скумпія звичайна на околиці Чернігівки
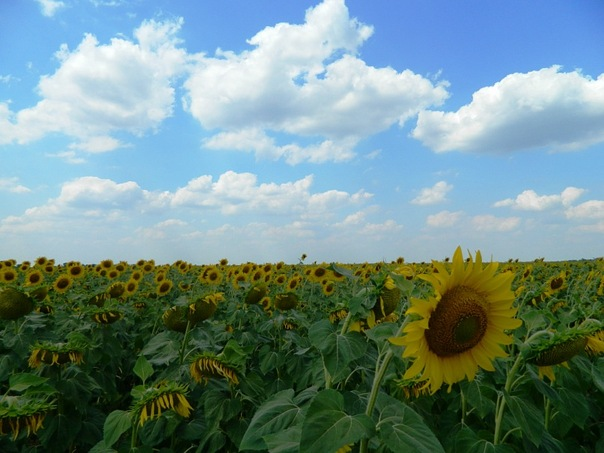
Соняшникове поле біля Чернігівки
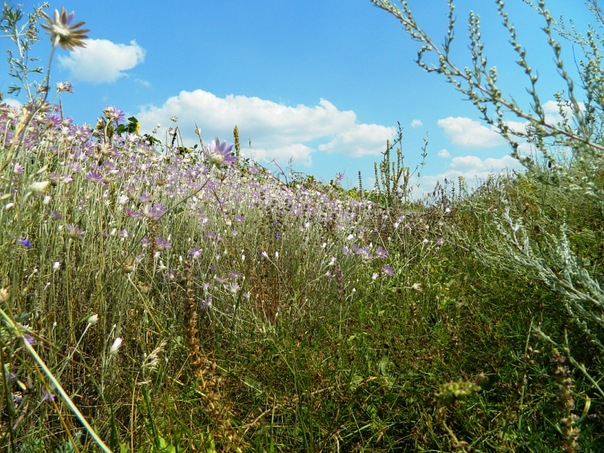
Чернігівські безсмертки
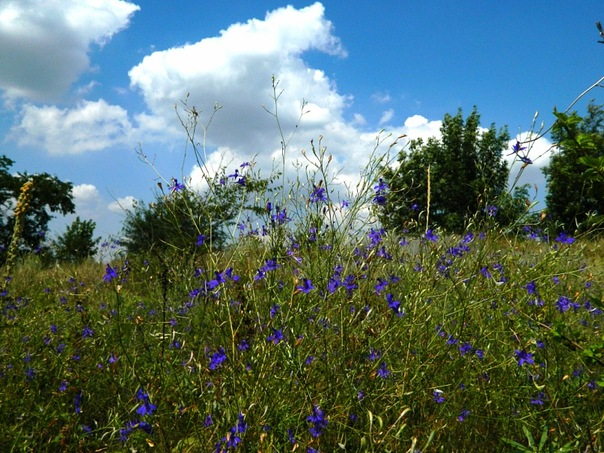
Чернігівські сокирки
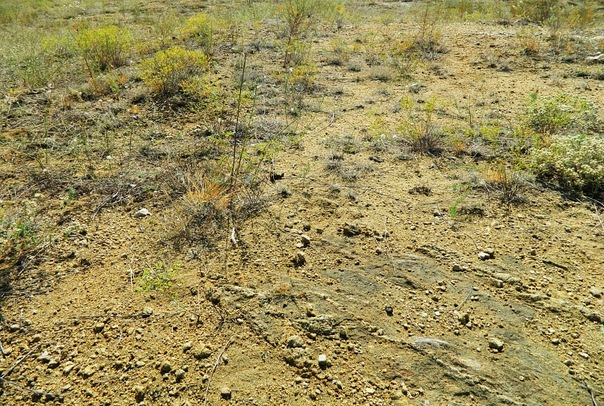
Виступ скельних порід на околиці Чернігівки
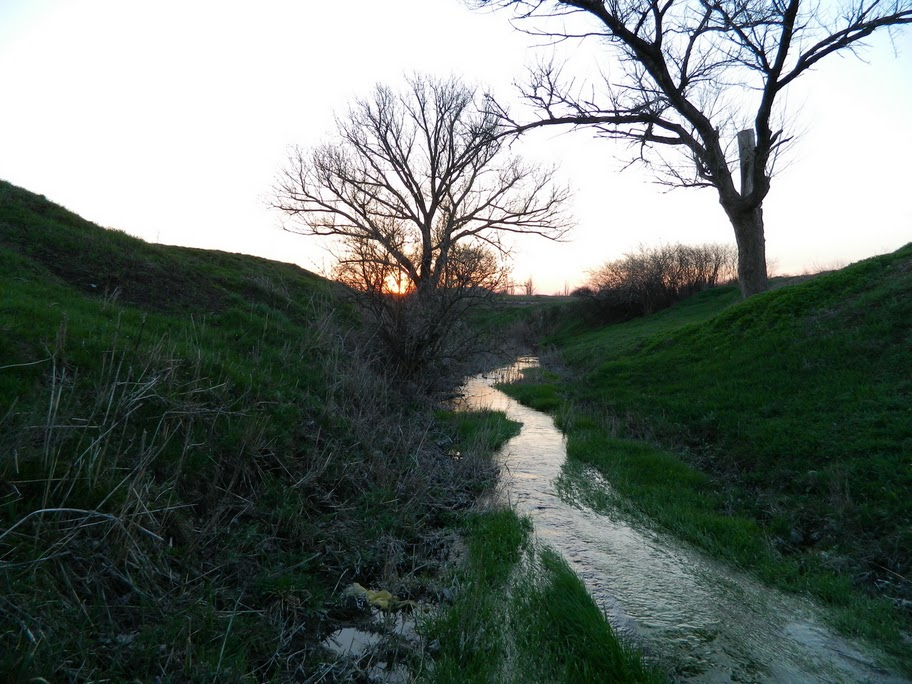
Захід сонця над річкою Сисикулак

## Персоналії
- Полулях Сергій Володимирович (1982—2014) — солдат Збройних сил України, учасник російсько-української війни.
- Прокопенко Микола Дмитрович (1930—2007) — український економіст.
- Темник Абрам Матвійович[ru] (1907—1945) — Герой Радянського Союзу.